# 애슐리 크로
애슐리 크로(Ashley Crow, 1960년 8월 25일 ~ )는 미국의 배우이다.

## 작품 목록
- 리메인즈